# Opdooi
Opdooi is een term uit de wegenbouw. Opdooi kan ontstaan wanneer na intreden van de dooi de grond gaat verweken, doordat het dooiwater niet weg kan zakken door de ondoorlatende bevroren grond eronder. 
Hierdoor kan de grond zijn stabiliteit verliezen en het wegdek drijft als het ware op het grondwater. Het wegdek kan hierdoor kapot worden gereden want de belastingen kunnen moeilijk worden afgedragen aan de ondergrond.